# بانک میتسو بیشی

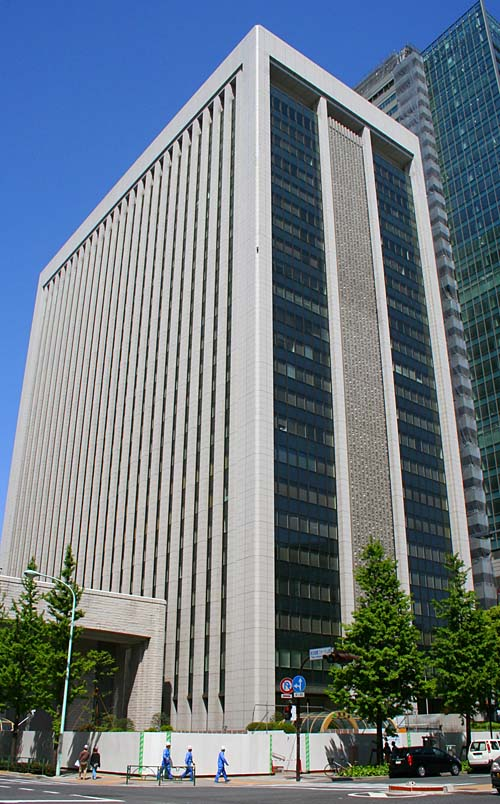
دفتر مرکزی در مارونوئوچی، توکیو، ژاپن

بانک میتسو بیشی (به ژاپنی: 株式会社三菱銀行, Kabushiki gaisha Mitsubishi Ginkō)، یک بانک بزرگ ژاپنی بود که به عنوان بانک اصلی برای میتسوبیشی عمل کرد. این بانک در سال ۱۹۹۶ با بانک توکیو ادغام شد و بانک توکیو میتسوبیشی یواف‌جی، ال‌تی‌دی را تشکیل داد.